# エフレム・ジンバリスト

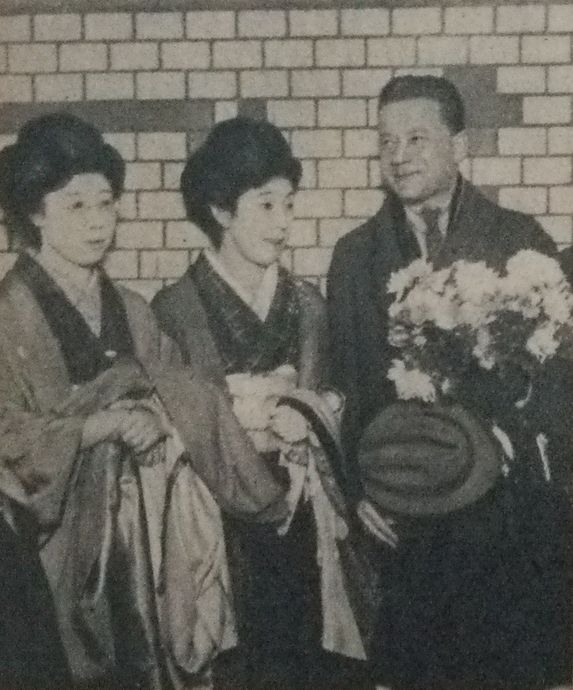
1922年、訪日したジンバリスト（右）を東京駅で出迎える森律子（中央）と村田嘉久子（左）。

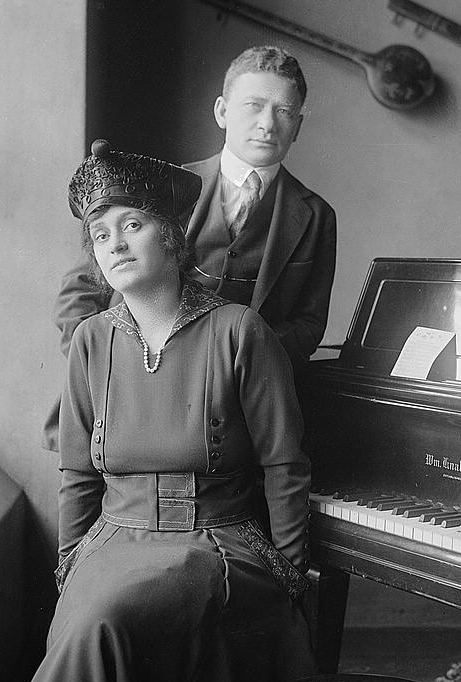
ジンバリストとアルマ・グルック

エフレム・ジンバリスト (Efrem Alexandrovich Zimbalist, 1889年4月21日（ユリウス暦4月9日） - 1985年2月22日) とは、ロストフ・ナ・ドヌ出身のヴァイオリニスト、作曲家、音楽教師、ピアニストである。レオポルド・アウアーに師事したのちアメリカ合衆国に渡り、カーティス音楽院で教鞭を取った。息子は俳優のエフレム・ジンバリスト・ジュニア。

## 生涯

### 幼少期
1889年4月9日、ロストフ・ナ・ドヌに生まれる。父アーロン（アレクサンダー）はロストフ・オペラのヴァイオリン奏者および指揮者であったが、息子が生まれた時には既に指揮活動を中心としていたため、エフレムは父がヴァイオリンを弾くのを聴いたことはないと回想している。母マリアはプロの音楽家ではなかったが好楽家で、オーケストラのコンサートやオペラに息子を連れて行った。
エフレム・ジンバリストは聴覚と記憶力に優れた子どもで、絶対音感があった。また、聴いた音楽をそのままピアノで再現することができた。そのため、父アーロンは4歳の息子に4分の1サイズのヴァイオリンを与え、教えるようになった。
ジンバリストは5歳の時に、帝国音楽院ロストフ分校に入学した。音楽院では、シャバン教授にヴァイオリンを師事したほか、合唱団の一員として歌ったりした。ほかにも、ホテルで観光客のために演奏したり、チャリティコンサートに出演したりした。また、9歳の時にはオペラ巡業のコンサートマスターを務めた。巡業に際しては、リハーサルで指揮をすることすらあった。
ジンバリストは10歳からザリーン教授に師事するようになったが、1900年にロストフ分校を訪れてジンバリストの演奏を聴いたアレクサンドル・ヴェルジビロヴィチとアレクサンドル・ジロティは、彼はペテルブルク音楽院でレオポルド・アウアーに師事するべきだと推薦した。その後ジロティが両親を説得し、ジンバリストはアウアーに師事することとなる。

### アウアーへの師事
1901年には、ペテルブルグ音楽院でレオポルド・アウアーに師事するようになった。アウアーの家で行われたオーディションでは、カール・ゴルトマルクの『ヴァイオリン協奏曲』第1楽章を演奏し、「とても良い耳を持っており、素晴らしい才能がある。そして非常に音楽的だ」と評された。なお、当時ユダヤ人の子どもはペテルブルクに住むことが許されていなかったため、アウアーはジンバリストがペテルブルク音楽院の近くに住むことができるよう手配した。
ジンバリストの兄弟弟子にはヤッシャ・ハイフェッツ、ナタン・ミルシテイン、ミッシャ・エルマン、トーシャ・ザイデルらがいる。

### デビュー後のヨーロッパでの活躍
1907年には、金メダルを獲得してペテルブルグ音楽院を卒業した。卒業に際しては、ルビンシテイン賞と1200ルーブルが与えられた。
同年、ベルリン・フィルハーモニー管弦楽団とブラームスの『ヴァイオリン協奏曲』を演奏してベルリンデビューを果たしたほか、ロンドンでもデビューした。ジンバリストの評判は高まり、その後はヨーロッパ各地への演奏旅行を行った。特に、1910年にアルトゥール・ニキシュが指揮するライプツィヒ・ゲヴァントハウス管弦楽団と演奏した、チャイコフスキーの『ヴァイオリン協奏曲』は高い評価を得た。

### アメリカでの活躍
1911年10月27日には、ボストン交響楽団でアレクサンドル・グラズノフの『ヴァイオリン協奏曲』を演奏して、アメリカデビューを果たした。なお、これが本作のアメリカ初演となった。アメリカでの成功を受けて、ジンバリストは移住を決意し、1911年に帰化した。1922年4月25日に来日し、翌5月には帝国劇場でニコロ・パガニーニなどを演奏した。1928年には、カーティス音楽院のヴァイオリン・クラスの学部長に就任し、1941年から1968年にかけて院長を務めた。
なお、1920年代にはすでに、ジンバリストはヨーロッパではあまり注目されない存在となったという。

### 引退
1949年にはニューヨークで引退公演を行ったが、その後もしばしば演奏活動を行なっている。1952年には、ジンバリストに捧げられたジャン＝カルロ・メノッティの『ヴァイオリン協奏曲』を演奏しているほか、1955年にもフィラデルフィア管弦楽団と共演してベートーヴェンの『ヴァイオリン協奏曲』を演奏している。
1985年2月22日、アメリカ合衆国ネバダ州のリノにて死去。なお、フィラデルフィアで死去したとする資料もある。

## 人物

### 容姿

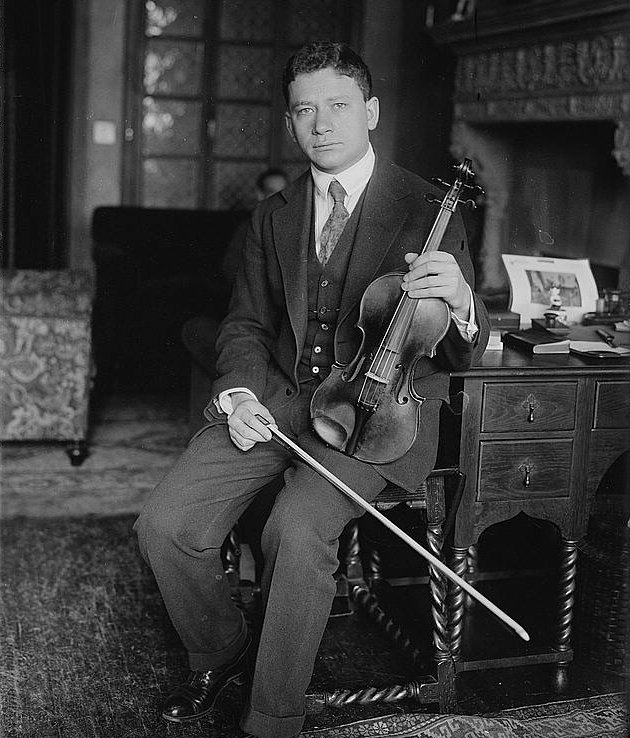
ヴァイオリンを持つジンバリスト。

ハラルド・エッゲブレヒトは、ジンバリストは細身かつエレガントで、好感の持てる容姿であったと述べている。また、ヨーアヒム・ハルトナックはジンバリストについて「ほっそりして優雅であり、世慣れたところがあり、彫りの深い、人の関心をそそる芸術的容貌に恵まれて」いたと述べているほか、ジンバリストの手は大きく、指が長かったと指摘している。

### 性格
穏やかかつ控えめな性格で、仲間の音楽家たちからは非常に好かれていた。また、パーティーでは気前よく振る舞ったという。

### 家族

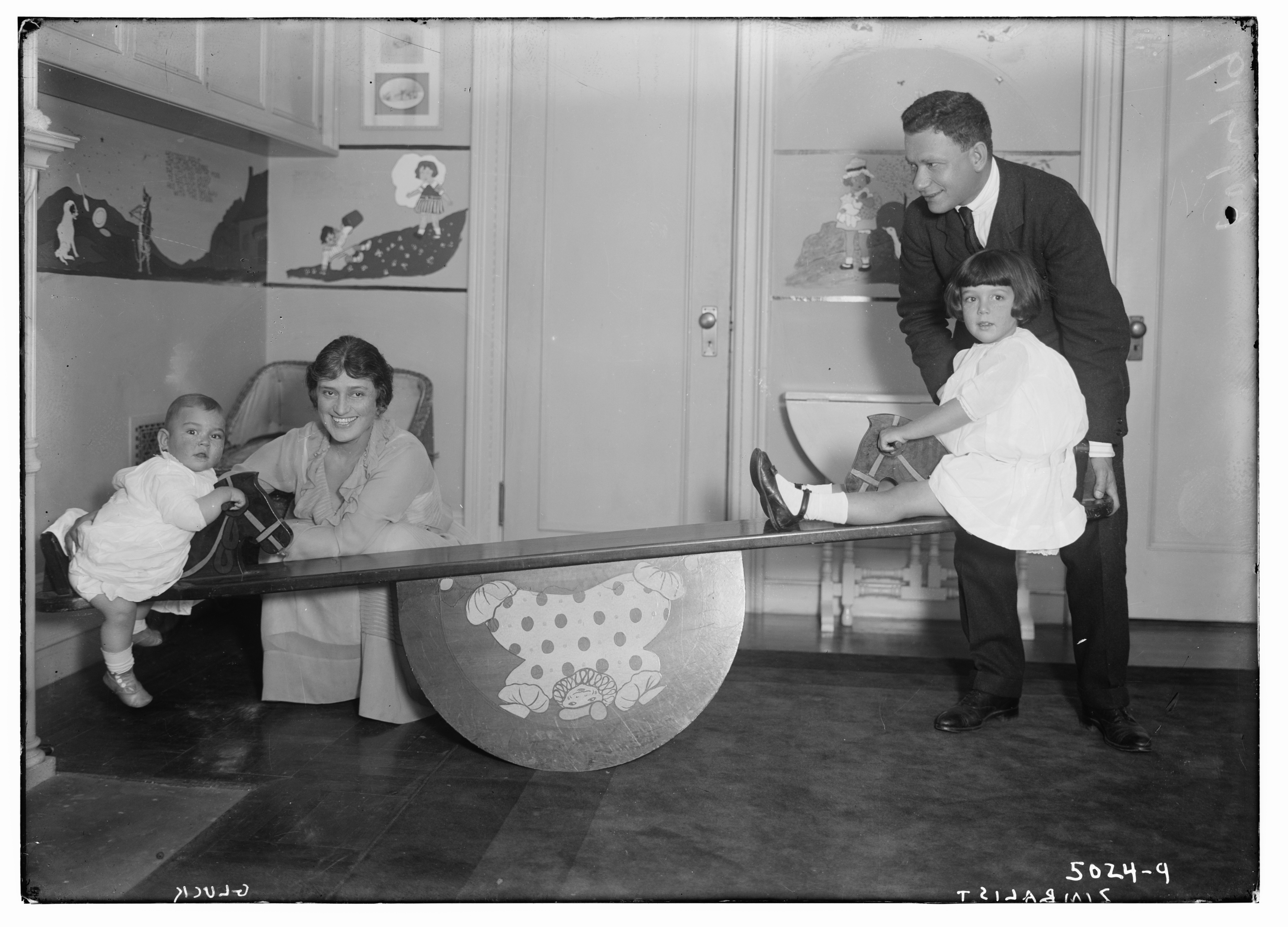
ジンバリストとアルマ・グルックと子供。

父アーロンと母マリアの間には7人の子どもがおり、エフレムは第1子であった。1914年には、ルーマニア出身のソプラノ歌手アルマ・グルックと結婚した。。2人はしばしば合同演奏会を開き、ジンバリストがピアノを弾いて伴奏することもあった。アルマと間には息子エフレム・ジンバリスト・ジュニアが生まれ、のちに俳優となった。また、ジンバリストは1943年に、カーティス音楽院の設立者であるメアリー・ルイーズ・カーティス・ボックと再婚した。

### 趣味
小さい頃から読書が好きで、書物と珍しい写本を蒐集するようになった。また、本以外にもワインや葉巻を好んだ。ほかにも、パーティでは弦楽四重奏の演奏、豪華な食事、ブリッジやポーカーといったギャンブルを楽しんだという。

## 音楽性

### 演奏スタイル
トーシャ・ザイデルと同様、レオポルド・アウアー門下特有の朗々とした暖かさと大きなボリュームを有していると評されている。しかし、同じくアウアー門下であるミッシャ・エルマン、ヤッシャ・ハイフェッツとは異なるスタイルであると評されることもある。

### レパートリー
ジンバリストは、後期ロマン派の作曲家や、19世紀末から20世紀初頭の作曲家の作品を積極的に取り上げた。特に、エドゥアール・ラロ『スペイン交響曲』の演奏については、初演者であるパブロ・サラサーテ以来、並ぶ者がないと絶賛された。なお、ハラルド・エッゲブレヒトは、ジンバリストは同時代の作品や、初期バロック、古典派以前の音楽も研究していたと指摘している。

### 作曲活動
ジンバリストはヴァイオリン曲を中心に作曲活動を行った。そのほかにも、オペラや交響詩、ミュージカルを作曲したり、編曲活動を行ったりしたが、それらが演奏される機会はほとんどない。
ジンバリストの作品には、以下のものがある。
- ヴァイオリンと管弦楽のためのスラヴ舞曲[13]
- オーケストラのための「アメリカン・ラプソディー」[17]
- 初期の独奏ヴァイオリン音楽[3]
- オペラ『ランダーラ』[3]
- チェロ協奏曲[26]
- 交響詩『ある芸術家の肖像』[3]

### 教育活動
1928年からはカーティス音楽院で教鞭を取り、1941年から1968年には院長を務めた。門下生には江藤俊哉、オスカー・シュムスキー、ノーマン・キャロル、シュメル・アシュケナージらがいる。また、ジンバリストは教則本の作成も行ったほか、1962年と1966年にチャイコフスキー国際コンクールの審査員を務めた。

### レコーディング
1911年に最初のレコードを作成した。また、1920年代、1930年代には、自分自身が作曲した作品や、マックス・レーガーの『無伴奏ヴァイオリンソナタ』といった、モダンな作品を録音した。なお、ジンバリストの録音は、米ビクターが行った

## 評価

### 音楽家からの評価
カール・フレッシュはジンバリストについて「テンポがゆっくりしすぎで、ヴィブラートの幅も広すぎる」と批判しつつも、アウアー門下のなかでも数少ない、興味深いヴァイオリニストであると述べている。また、フリッツ・クライスラーは、ジンバリストと共演したヨハン・セバスチャン・バッハ『2つのヴァイオリンのための協奏曲』の録音が、自身の最も優れた録音であると評していた。

### 評論家からの評価
ボリス・シュヴァルツは『ニューグローヴ世界音楽大事典』上で、ジンバリストについて以下のように評している。
また、ハラルド・エッゲブレヒトは、以下のように評している。
ジンバリストはよく「曲を通して自分をさらけ出すことはしない」と評された。ハラルド・エッゲブレヒトは、もしジンバリストが活躍した時期にデジタル録音が誕生していたら、ジンバリストの「作曲家を十分に浮き出させた」演奏は、より鮮明に聞き取れただろうと述べている。
一方、ヨーアヒム・ハルトナックは「ジンバリストの音楽家としての力量は、エルマンほどの幅広さを持っているとはいえなかった」と述べている。